# 周春莲
周春莲（1948年—），山东安邱人，汉族，中华人民共和国政治人物、第十一届全国人民代表大会吉林地区代表。
毕业于吉林农业大学果树专业，是中共党员。担任吉林省春莲园艺工程有限公司董事长。2008年起担任全国人大代表。